# Tepuihyla celsae
Tepuihyla celsae es una especie de anfibios de la familia Hylidae. Es endémica de Venezuela.
Sus hábitats naturales incluyen montanos secos, ríos y marismas intermitentes de agua dulce. Está amenazada de extinción por la destrucción de su hábitat natural.